# النوبة (الرياشية)
النوبة هي إحدى قرى عزلة جبل الرياشية بمديرية الرياشية التابعة لمحافظة البيضاء، بلغ تعداد سكانها 1700 نسمة حسب تعداد اليمن لعام 2004.